# 6646 Churanta
6646 Churanta (1991 CA3) là một tiểu hành tinh vành đai chính bên trong được phát hiện ngày 14 tháng 2 năm 1991 bởi E. F. Helin ở Palomar.